# Espinosa de Cerrato
Espinosa de Cerrato település Spanyolországban, Palencia tartományban. Espinosa de Cerrato Palenzuela, Royuela de Río Franco, Avellanosa de Muñó és Villafruela községekkel határos. Lakosainak száma 124 fő (2024).

## Népesség
A település népessége az elmúlt években az alábbi módon változott:
| Lakosok száma | 265  | 225  | 207  | 193  | 194  | 181  | 158  | 144  | 129  | 124  |
|               | 2001 | 2004 | 2007 | 2009 | 2012 | 2014 | 2017 | 2019 | 2022 | 2024 |